# Chiesa di San Vendemiano
La chiesa di San Vendemiano (o Vendemmiano, Vendimiano) è una chiesa cattolica situata nel comune di Castel Ivano, in provincia autonoma di Trento; è sussidiaria della parrocchiale di San Giuseppe e fa parte dell'arcidiocesi di Trento. 

## Storia

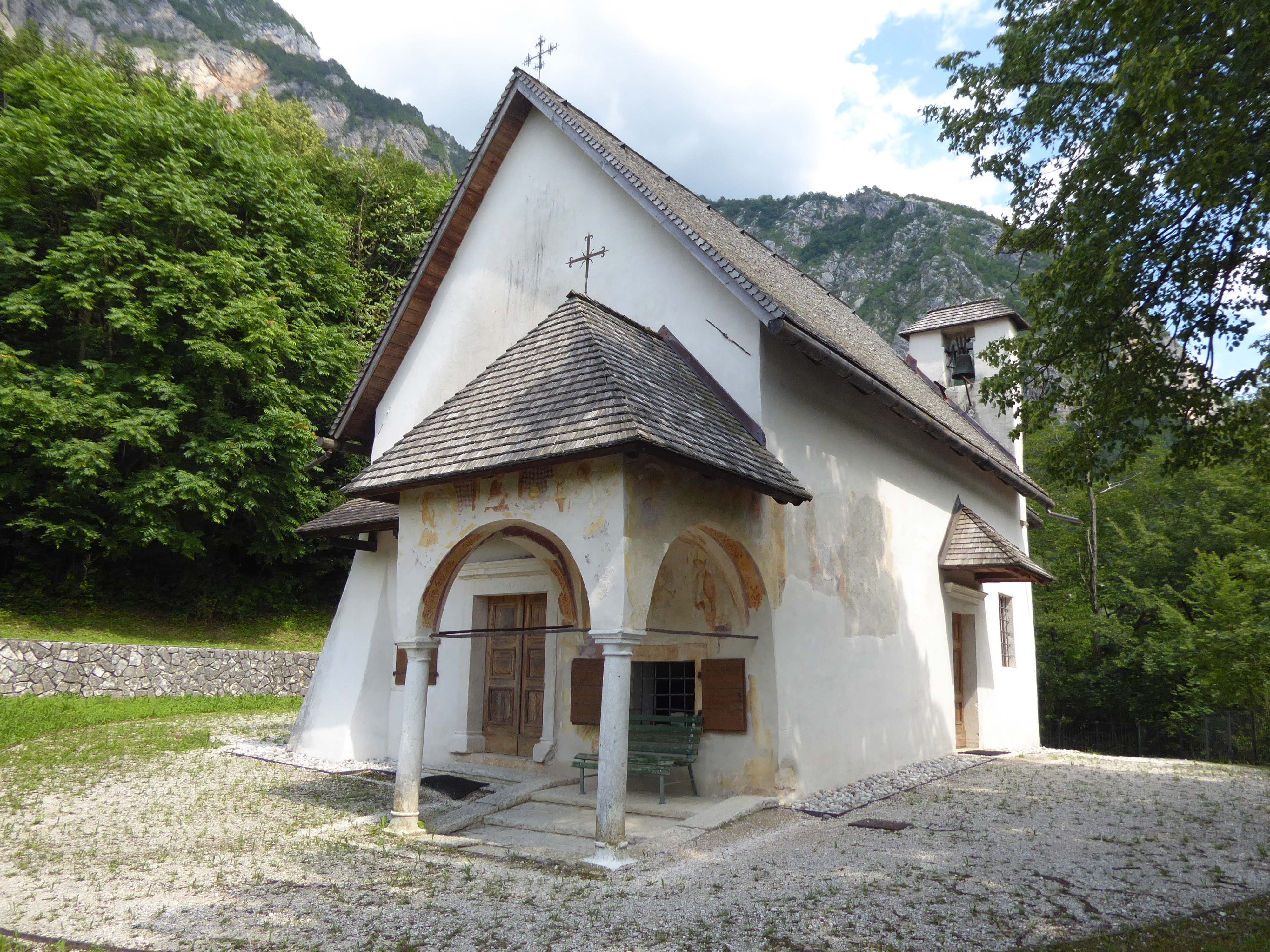
Vista da ovest

La chiesa viene generalmente considerata di epoca trecentesca o quattrocentesca, periodo in cui in Valsugana ne sorsero molte in luoghi isolati, come Santa Margherita di Castelnuovo, Santa Giustina di Telve, San Biagio di Levico e Santa Brigida di Roncegno; tuttavia non vi sono prove documentali per accertarlo, e la prima menzione dell'edificio è invece datata 1531, negli atti di una visita pastorale. Nel corso del Cinquecento e del Seicento la chiesetta era custodita da vari eremiti, alcuni dei quali dal comportamento non proprio impeccabile, che dimoravano in una casetta adiacente (di essa non restano che labili tracce delle fondamenta presso l'angolo a nord-est, tra la vegetazione del bosco).
Entro il 1585 la chiesa venne affrescata sia all'interno, sia all'esterno; nel corso del secolo sono documentati alcuni interventi, tra cui l'aggiunta di due contrafforti in facciata nel 1565 (poi rimossi nel restauro del 2002-2007) e l'apertura dell'oculo nel 1591. Nel 1620-22 l'edificio venne ampliato, forse per volere dei conti Wolkenstein de Rodeneck: venne costruito un nuovo presbiterio con abside, sul lato nord vennero aggiunte la sagrestia (fatta con materiale di recupero e poi rimaneggiata varie volte) e una cappella laterale dedicata a san Pellegrino, venne innalzata la volta della navata e venne forse rifatto anche il tetto. Dal 1872, per poco più di un anno, il sagrato della chiesa venne adibito a cimitero (poiché quello di Strigno risultava scomodo); a memoria di tale uso è rimasta, in un angolo del piazzale, una croce cimiteriale in ghisa.
La chiesa venne profanata e subì consistenti danni durante la prima guerra mondiale (andò tra l'altro distrutta completamente la cappella laterale), tanto che si valutò anche di abbatterla; venne invece ristrutturata, nel 1922, sotto la supervisione di Giuseppe Gerola; un ulteriore restauro è avvenuto tra il 2002 e il 2007. Contemporaneamente venne anche costruita la chiesa di San Giuseppe tra Ivano e Fracena, togliendo a San Vendemiano l'importanza che aveva avuto fino ad allora in quanto unica chiesa del comune.

## Descrizione

### Esterno

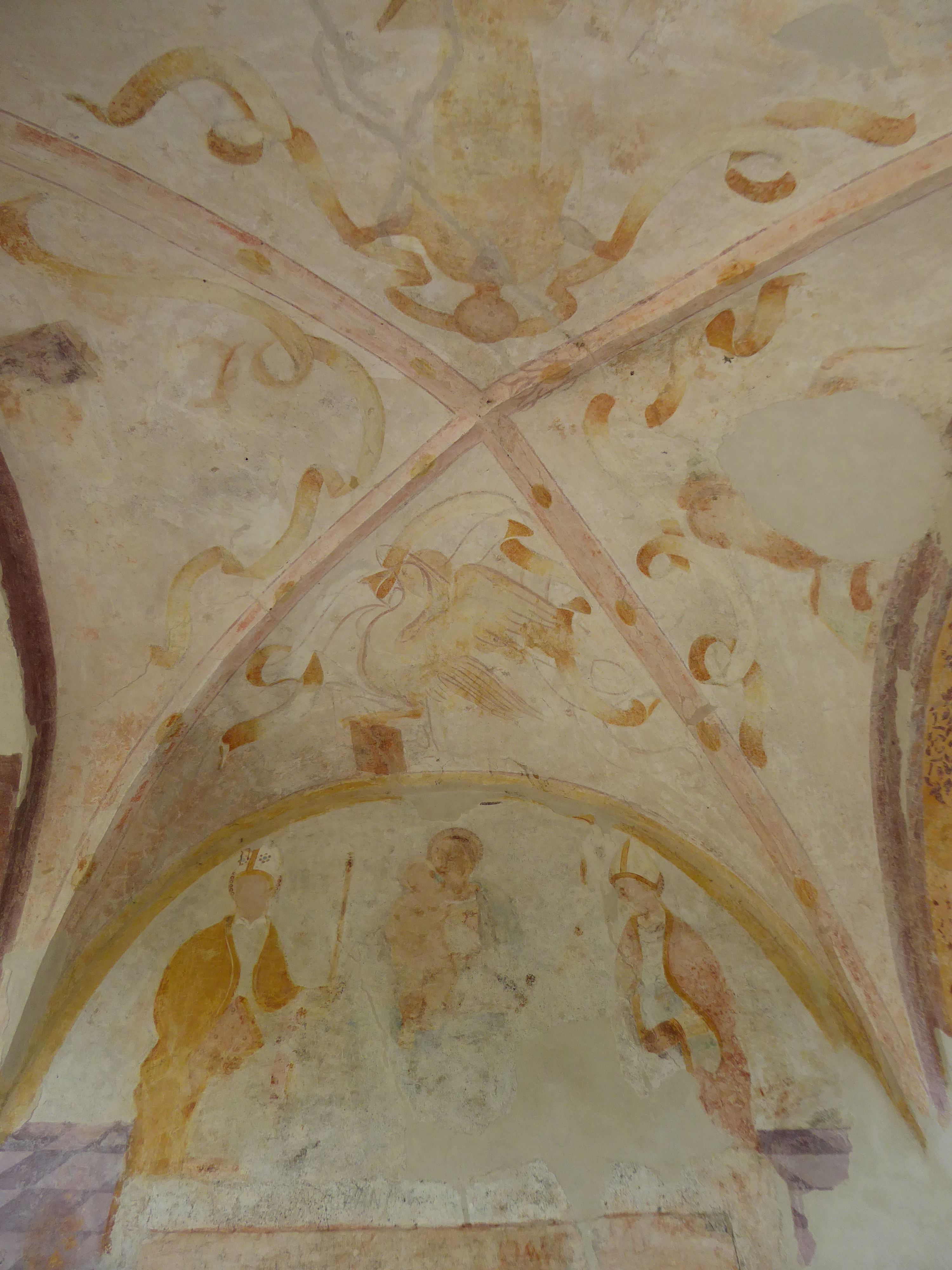
Gli affreschi del protiro

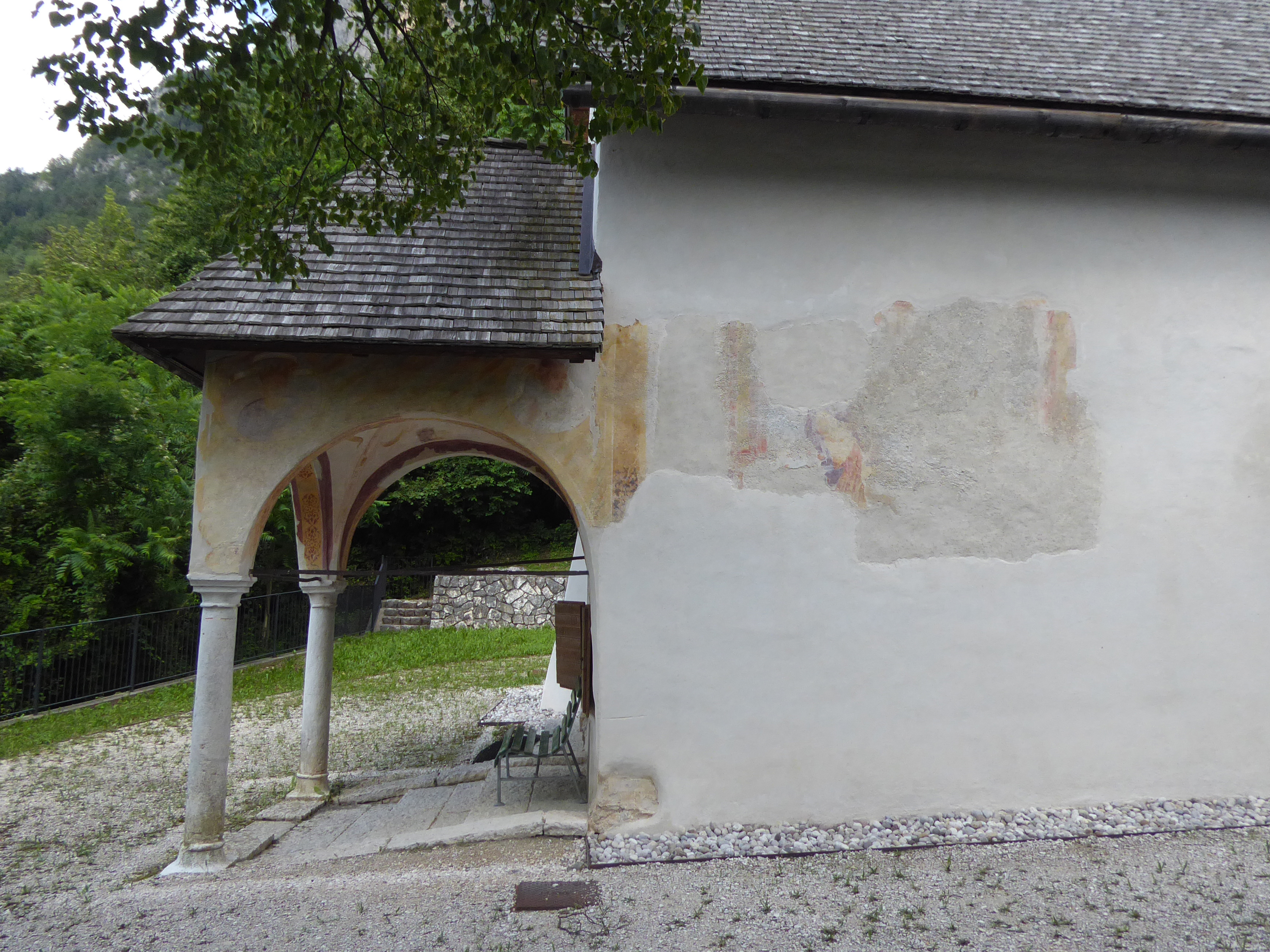
I resti di affresco sulla parete meridionale

La chiesa è situata su una balza del monte Lefre, non molto distante dall'abitato di Fracena; è realizzata in muratura di pietrame intonacata, e tutte le coperture sono in scandole di legno; orientata verso sud-est, è a pianta rettangolare con asse maggiore longitudinale, conclusa da presbiterio con un'abside poligonale incernierata da conci calcarei a vista, analogo a quelli delle chiese di San Biagio di Levico, Sant'Ermete di Calceranica, Sant'Udalrico di Grigno, San Valentino sul colle di Brenta, Santi Martino e Valentino di Scurelle e San Giovanni del Sassetto di Telve di Sopra. La natura argillosa del terreno su cui sorge ha causato, nel corso dei secoli, notevoli problemi strutturali a cui si è cercato di porre rimedio varie volte, l'ultima delle quali durante il restauro del 2002-07. 
La facciata della chiesa si presenta a spioventi ripidi, supportata sul lato sinistro da un tozzo barbacane angolare; al centro si apre il portale architravato, affiancato su ogni lato da finestrelle rettangolari sdraiate e riparato da una tettoia, sopra la quale si trova l'oculo. Dalla parte destra della facciata, in corrispondenza della finestra e senza alcun raccordo con l'ingresso, sporge un protiro rinascimentale, simile per forme a quelli delle già citate chiese di Sant'Ermete e Santa Margherita, con tettuccio a spioventi sostenuto da arcate a tutto sesto poggianti su colonne cilindriche.
La fiancata nord della chiesa è cieca, e vi si innesta il corpo sporgente della sagrestia, esso dotato invece di una finestra. Nella fiancata sud si aprono un ingresso secondario con portale architravato, anch'esso coperto da una tettoia, e una finestra rettangolare; in corrispondenza del presbiterio s'innalza inoltre il campanile a vela, la cui campana, installata nel 1922, è decorata con un'immagine della Madonna con Bambino.
La parte artisticamente più interessante della chiesa è il protiro, decorato da affreschi purtroppo molto deteriorati: sulle vele della volta a crociera vi sono i simboli dei quattro evangelisti; sull'esterno delle arcate sono raffigurate varie figurate inserite in clipei e accompagnate da cartigli (i busti di quattro profeti su quelle laterali, forse Isaia, Michea, Davide e Zaccaria, e una scena dell'Annunciazione su quella frontale, con la Vergine Maria, l'arcangelo Gabriele e il Padreterno che manda la colomba dello Spirito Santo); sulla parete di fondo campeggia una Madonna con Bambino in trono accompagnata da due santi vescovi, forse Vendemiale e Fiorenzo; motivi fitomorfi ornano gli intradossi delle arcate. L'impianto pittorico doveva estendersi anche sulle altre pareti della chiesa, ma di esso sopravvivono solo alcuni frammenti di un grande san Cristoforo sulla parte anteriore della parete meridionale. La decorazione di fondo di questi affreschi presenta alcuni elementi avvicinabili stilisticamente a quelli dell'Annunciazione che è dipinta sull'arco santo dell'eremo di San Lorenzo sul monte Armentera, realizzata nel 1523 e attribuibile al "Secondo Maestro della Valsugana".

### Interno

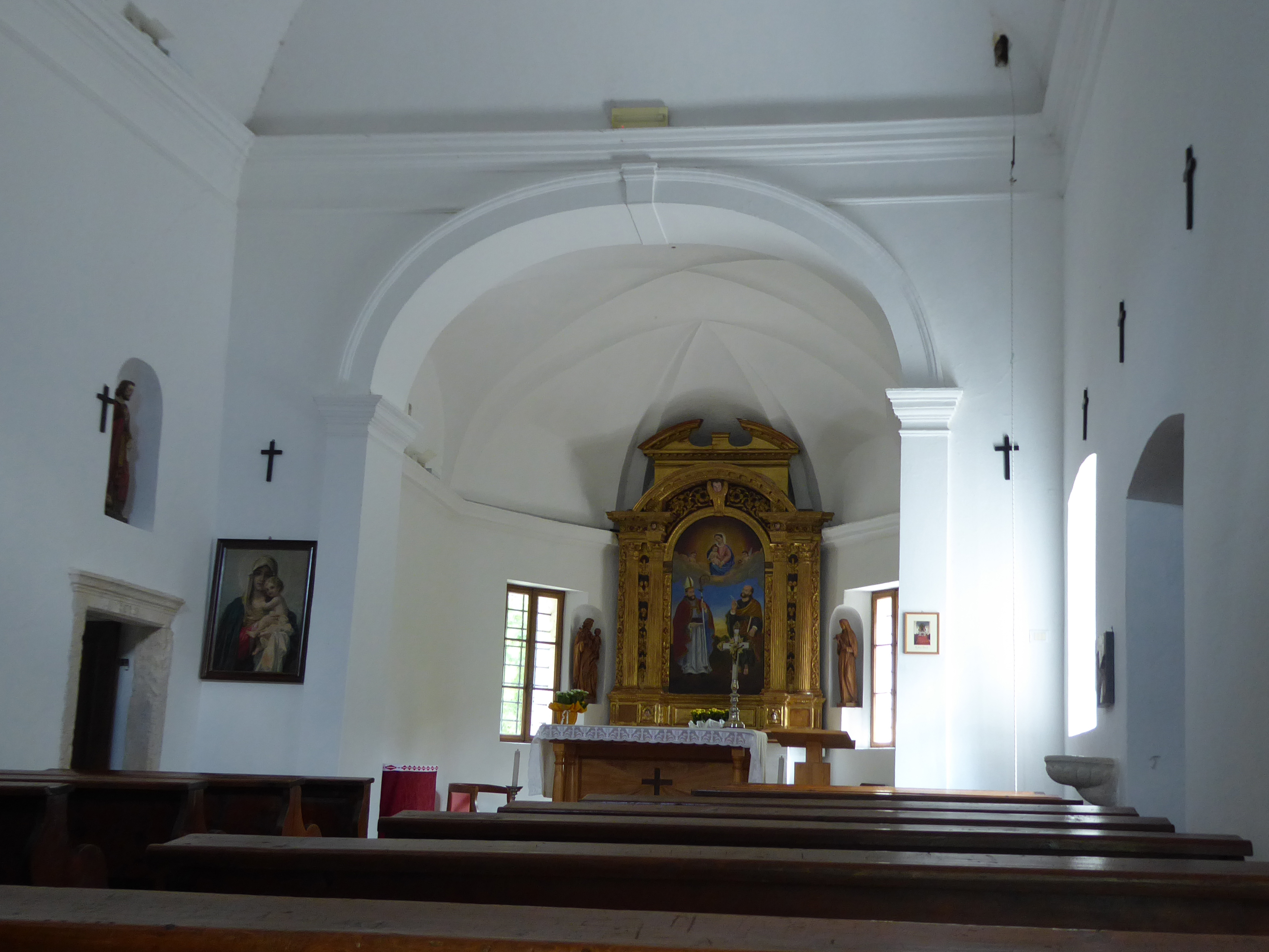
Interno

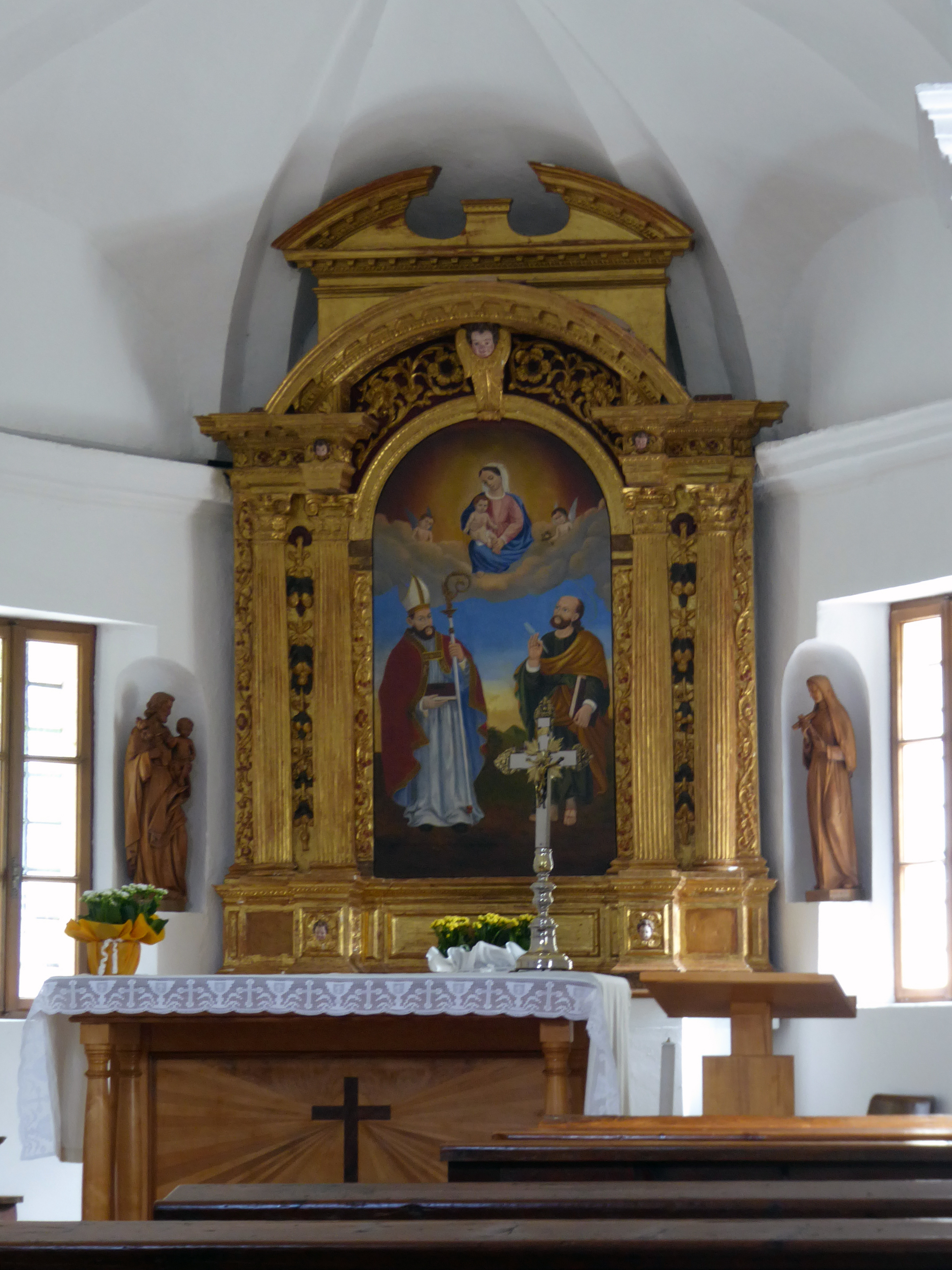
L'altare

L'interno è pavimentato con seminato alla veneziana, e composto da un'unica navata coperta da volta a botte centinata, percorsa in tutta la sua lunghezza da un cornicione corrente; l'arco santo a tutto sesto introduce al presbiterio, sopraelevato di un gradino, nel quale si trova l'accesso alla sagrestia. Il fondo della chiesa è costituito dall'abside poligonale, illuminata da due finestre simmetriche. Dell'apparato pittorico che adornava l'interno, resta oggi solo un piccolo riquadro presso l'ingresso raffigurante re Davide.
La chiesa conserva un unico altare risalente al 1655 (un altro si trovava nella cappella laterale, e andò distrutto con essa), con doratura a foglia: anticamente esso conteneva una pala raffigurante il santo titolare attribuita al Domenichino, trafugata durante la Grande Guerra insieme ad altre decorazioni; al suo posto è stata messa un'opera di autore locale del 1922, che richiama l'affresco sulla parete del protiro con la Madonna con Bambino e i santi Vendemiano e Fiorenzo.